# Рибалка (телеканал)
«Рибалка» — український пізнавальний телеканал про рибальство. Мовлення телеканалу розпочалося 20 листопада 2019 року.

## Про канал
1 листопада 2018 року Національна рада з питань телебачення і радіомовлення проліцензувала супутниковий телеканал про риболовлю «Рибалка ТВ» (ТОВ «Рибалка-ТВ»). За словами директора мовника Юрія Левашова, телеканал розвиває в Україні та закордоном риболовний спорт і навчає глядачів правильної риболовлі. 
У програмах каналу показують кращі місця для риболовлі в мегаполісах, цікаві факти від відомих рибалок, репортажі з України та решти світу, інтерв'ю з професіоналами, старі і забуті прийоми сучасної риболовлі, та показ сюжетів про рибні страви.

## Програми
- Огляди
- Школа риболова
- ТОП-5
- Мисливці Півночі
- Всесвітня риболовля
- Огляди водоймів
- Рибопедія
- Територія нахлисту
- Форшмак
- Максимум рибалки
- Полювання зі Скотом Хаугеном
- Street фідер
- Народний рибалка
- Вся правда про платники
- Easy cooking show
- Крилове шоу. Гра на виживання
- Лануж
- В пошуках великого хижака
- Стрітфішинг
- Малі річки України
- Майстер клас
- М'ясо
- Pro фідер

## Параметри супутникового мовлення
| Супутник         | Стандарт | Частота, МГц | Швидкість | Поляризація       | FEC | Формат зображення | Кодування  |
| ---------------- | -------- | ------------ | --------- | ----------------- | --- | ----------------- | ---------- |
| Astra 4A (4.8°E) | DVB-S2   | 11766        | 30000     | H (горизонтальна) | 2/3 | MPEG-4            | Verimatrix |